# Burundis kommuner

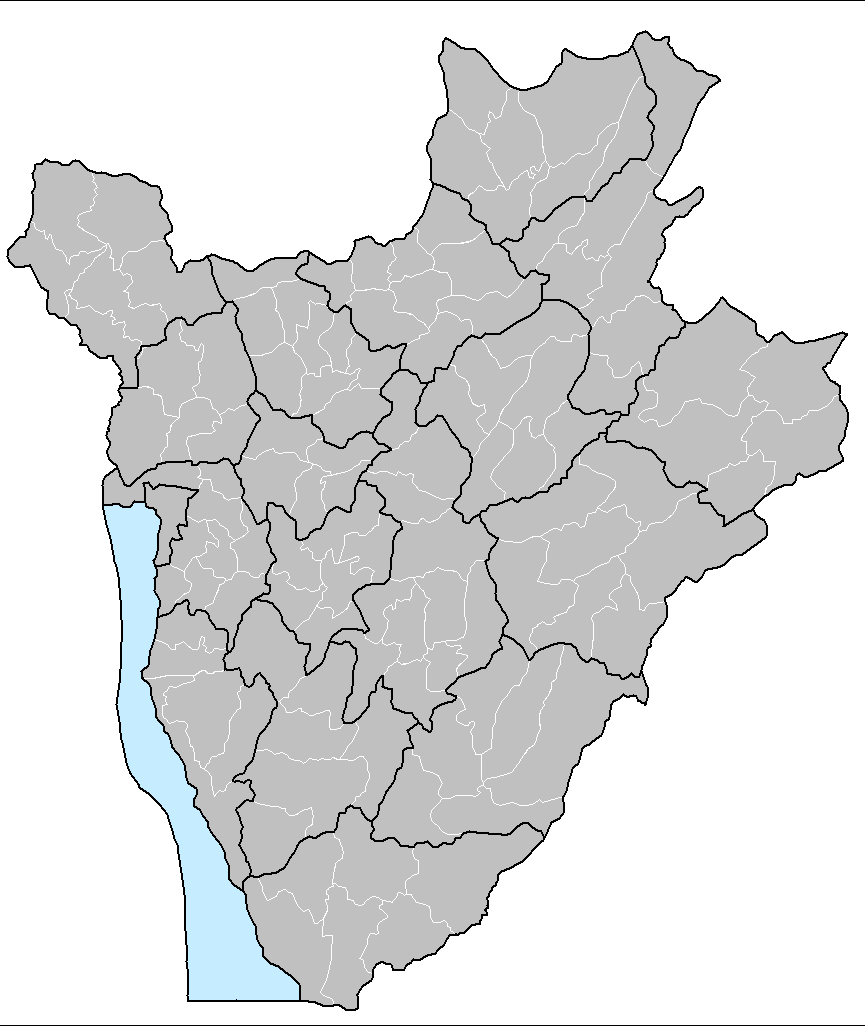
Burundis kommuner.

Burundis arton provinser delas in i 119 kommuner. Kommunerna delas vidare in i ännu mindre områden, så kallade collines, av det franska ordet för kulle. Nationalförsamlingen beslutade 2022 om en ny indelning i 42 kommuner som ska införas efter valet 2025. Kommunerna listas nedan, efter provins: 

## Bubanza
- Bubanza
- Gihanga
- Musigati
- Mpanda
- Rugazi

## Mairie de Bujumbura
- Muha
- Mukaza
- Ntahangwa

## Bujumbura Rural
- Isale
- Kabezi
- Kanyosha
- Mubimbi
- Mugongomanga
- Mukike
- Mutambu
- Mutimbuzi
- Nyabiraba

## Bururi
- Bururi
- Matana
- Mugamba
- Rutovu
- Songa
- Vyanda

## Cankuzo
- Cankuzo
- Cendajuru
- Gisagara
- Kigamba
- Mishiha

## Cibitoke
- Buganda
- Bukinanyana
- Mabayi
- Mugina
- Murwi
- Rugombo

## Gitega
- Bugendana
- Bukirasazi
- Buraza
- Giheta
- Gishubi
- Gitega
- Itaba
- Makebuko
- Mutaho
- Nyarusange
- Ryansoro

## Karuzi
- Bugenyuzi
- Buhiga
- Gihogazi
- Gitaramuka
- Mutumba
- Nyabikere
- Shombo

## Kayanza
- Butaganzwa
- Gahombo
- Gatara
- Kabarore
- Kayanza
- Matongo
- Muhanga
- Muruta
- Rango

## Kirundo
- Bugabira
- Busoni
- Bwambarangwe
- Gitobe
- Kirundo
- Ntega
- Vumbi

## Makamba
- Kayogoro
- Kibago
- Mabanda
- Makamba
- Nyanza-Lac
- Vugizo

## Muramvya
- Bukeye
- Kiganda
- Mbuye
- Muramvya
- Rutegama

## Muyinga
- Buhinyuza
- Butihinda
- Gashoho
- Gasorwe
- Giteranyi
- Muyinga
- Mwakiro

## Mwaro
- Bisoro
- Gisozi
- Kayokwe
- Ndava
- Nyabihanga
- Rusaka

## Ngozi
- Busiga
- Gashikanwa
- Kiremba
- Marangara
- Mwumba
- Ngozi
- Nyamurenza
- Ruhororo
- Tangara

## Rumonge
- Bugarama
- Burambi
- Buyengero
- Muhuta
- Rumonge

## Rutana
- Bukemba
- Giharo
- Gitanga
- Mpinga
- Musongati
- Rutana

## Ruyigi
- Butaganzwa
- Butezi
- Bweru
- Gisuru
- Kinyinya
- Nyabitsinda
- Ruyigi